# Hentai
Mit Hentai anhörenⓘ (jap. 変態, „Abnormität, Perversion“) bezeichnet man außerhalb des japanischen Sprachraums pornografische Manga und Anime. Darunter fallen zum einen im für japanische Anime typischen Stil gehaltene Pornografie, zum anderen pornografische Darstellungen von bekannten Figuren aus Comics, Zeichentrickfilmen oder Videospielen. Ursprünglich stammten diese ausschließlich aus japanischen Vorlagen.

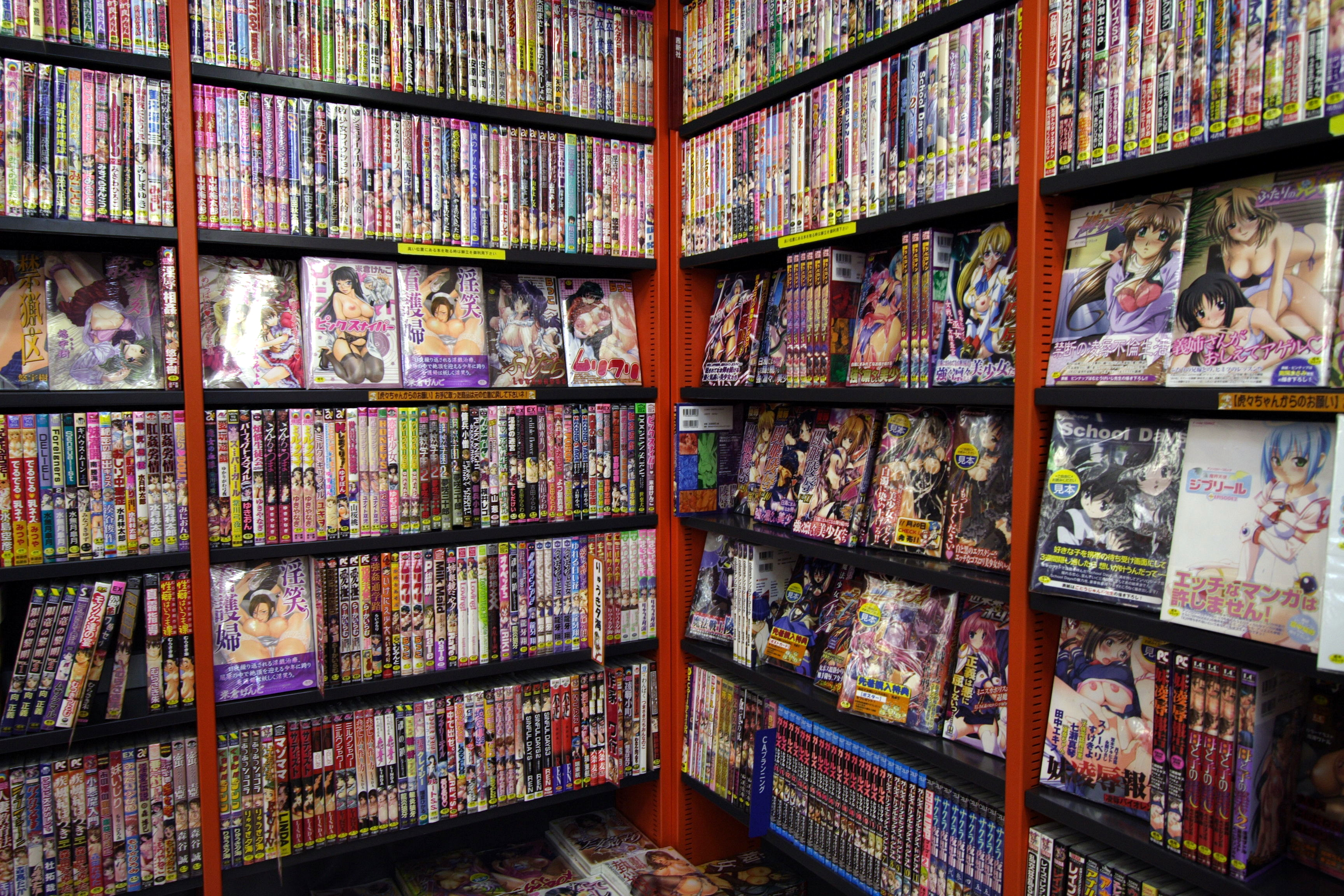
Hentai-Mangas, in Japan zum Kauf angeboten

Hentai-Anime machen in Japan fünf bis zehn Prozent aller produzierten Anime aus. Man kann viele Hentai-Anime auch anderen Genres wie Fantasy, Science Fiction oder Magical Girl zuordnen.
Hentai zeichnet sich im Gegensatz zu Pornografie mit realen Menschen dadurch aus, dass es eine sehr breite Vielfalt an Darstellungen gibt, die im realen Leben nicht möglich oder verboten wären (wie z. B. Tiere, Tentakel, Fantasiewesen, Lolicon, Shotacon oder Futanari).

## Terminologie

Das Wort Hentai geschrieben in Kanji

Die Bezeichnung Hentai bedeutet „Metamorphose“ oder „Transformation“.  In einem Kontext einer sexuellen Eigenschaft hat sie zudem die Bedeutung „Perversion“ oder „Abnormität“, als hentai seiyoku (変態性欲) die Bedeutung der „sexuelle Perversion“. Die Bezeichnung Hen ist eine Bezeichnung für Queerness, hat aber keinen expliziten sexuellen Bezug. In Japan werden pornografische Manga üblicherweise als ero manga (エロマンガ, „erotische Manga“), seinen komikku (成年コミック, „Erwachsenen-Comics“), adult manga (アダルト漫画) oder als 18-kin Manga (18禁漫画, „ab-18-Manga“) bezeichnet, man kann sie aber auch als etchi na manga (エッチな漫画, „versaute Comics“) umschreiben. Für Anime gilt das gleiche. Der Begriff Hentai definiert jedoch in Japan kein Genre.
Die Bezeichnung wird im Englischen anders definiert. Die Online-Ausgabe des Oxford English Dictionary definiert sie als „ein Subgenre der japanischen Genres Manga und Anime, das durch offenkundig sexualisierte Charaktere und sexuell explizite Bilder und Handlungen gekennzeichnet ist“. Es ist nicht genau bekannt, wie das Wort diese Bedeutung erhalten hat. John Oppliger von AnimeNation verweist auf die frühen 1990er Jahre, als ein erotisches Dōjinshi (selbstverlegtes Werk) von Dirty Pair mit dem Titel H-Bomb veröffentlicht wurde, bei dem das H im Titel als Hentai interpretiert und im Verkauf so dargestellt wurde.
Etchi ist die japanisierte Form der englischen Aussprache des Buchstabens H, weswegen man auch H na manga (Hな漫画) schreiben kann. Etchi/H ist höchstwahrscheinlich von Hentai abgeleitet. Auch wird H (na) Manga von westlichen Fans meist fälschlich als Hentai Manga gelesen, was dazu führte, dass Hentai im Westen mittlerweile wie eine Genrebezeichnung benutzt wird.
|                           | Entwicklung des Begriffs „Hentai“ |
| ------------------------- | --- |
| Meiji-Periode (1868–1912) | Hysterie |
| 1917er                    | Abnormes sexuelles Verlangen. |
| 1920er–1930er             | Perverse Sexualität. Themen im Zusammenhang mit homosexuellen Beziehungen. |
| 1940er–1950er             | Hentai seiyoku oder „perverse Begierden“. Homosexuelle Beziehungen sind immer noch ein Hauptthema.                                                                              |
| 1960er                    | Der Begriff wird zunehmend heterosexuell geprägt. Das Wort „Ecchi/Etchi“ taucht zum ersten Mal auf.                                                                             |
| 1970er Jahre und danach   | Entwicklung zu einem Lehnwort im Englischen mit eigener Bedeutung, die sich auf ein bestimmtes pornografisches Genre bezieht.                                                   |
| 2000er                    | Bezieht sich in Japan auf männliche, heterosexuelle Perversion statt auf ein breites Spektrum sexueller Praktiken und Identitäten. Bezieht sich auch auf das Zeichentrickgenre. |

## Etymologie

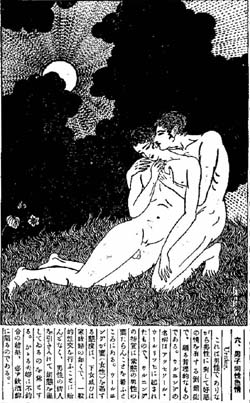
Eine Darstellung eines männlichen homosexuellen Paares aus der Januar-Ausgabe 1928 von Hentai shiryō

Die Bezeichnung Hentai hat ihren Ursprung in der Wissenschaft und der Psychologie. Sie wurde in der Meiji-Ära als Begriff zur Bezeichnung  von ungewöhnlichen oder abnormalen Störungen sowie  paranormalen Fähigkeiten verwendet und hatte dabei keinen sexuellen Bezug. Die Bezeichnung hentai seiyoku, wurde vom deutschen Sexualwissenschaftler Richard von Krafft-Ebing als „perverses oder abnormales sexuelles Verlangen“ popularisiert. Der Begriff zirkulierte vorerst nur unter medizinischen Fachleuten und wurde dann durch Schriftsteller wie Mori Ōgai und andere weiter verbreitet. Durch das weitergehende Interesse an hentai seiyoku, durch Veröffentlichung von Zeitschriften mit sexuellen Ratschlägen hat sich der Begriff für Bezeichnung für perverse Sexualität etabliert. Hentai könnte auch das Begehen von shinjū (Liebesselbstmord) bezeichnen.

## Geschichte
Die ersten Hentai-Darstellungen tauchen 1932 mit dem Film Suzumi-bune von Hakusan Kimura auf. Der Film wurde von der Polizei beschlagnahmt, als er erst halb fertig war. Frühe Beispiele von Sexualdarstellungen, die in den Westen importiert wurden, stammten überwiegend aus dem Horrorgenre, z. B. Urotsuki Dōji, in dem junge Mädchen von Monstern mit Tentakeln vergewaltigt werden. Auch werden oft ausgefallene Praktiken und Fetische dargestellt wie z. B. Bondage und Voyeurismus. Tatsächlich werden aber alle Manga und Anime mit expliziten Sexualdarstellungen als Hentai bezeichnet, auch wenn diese der Norm entsprechen. Hentai als Spektakel findet mitunter mehr Akzeptanz als ein simpler Porno, wenn es als Horrorfilm, Thriller oder ähnliches getarnt wird. Erotische Anime wurden im Westen paradoxerweise durch Hentai schon früh salonfähig und haben ihren Ruf behalten, auch nachdem reine Manga-Pornos im Westen Einzug hielten. Diese Animes spielen oft mit sexuellen Fetischen der Zuseher.

## Bezeichnungen und Themen in Hentai

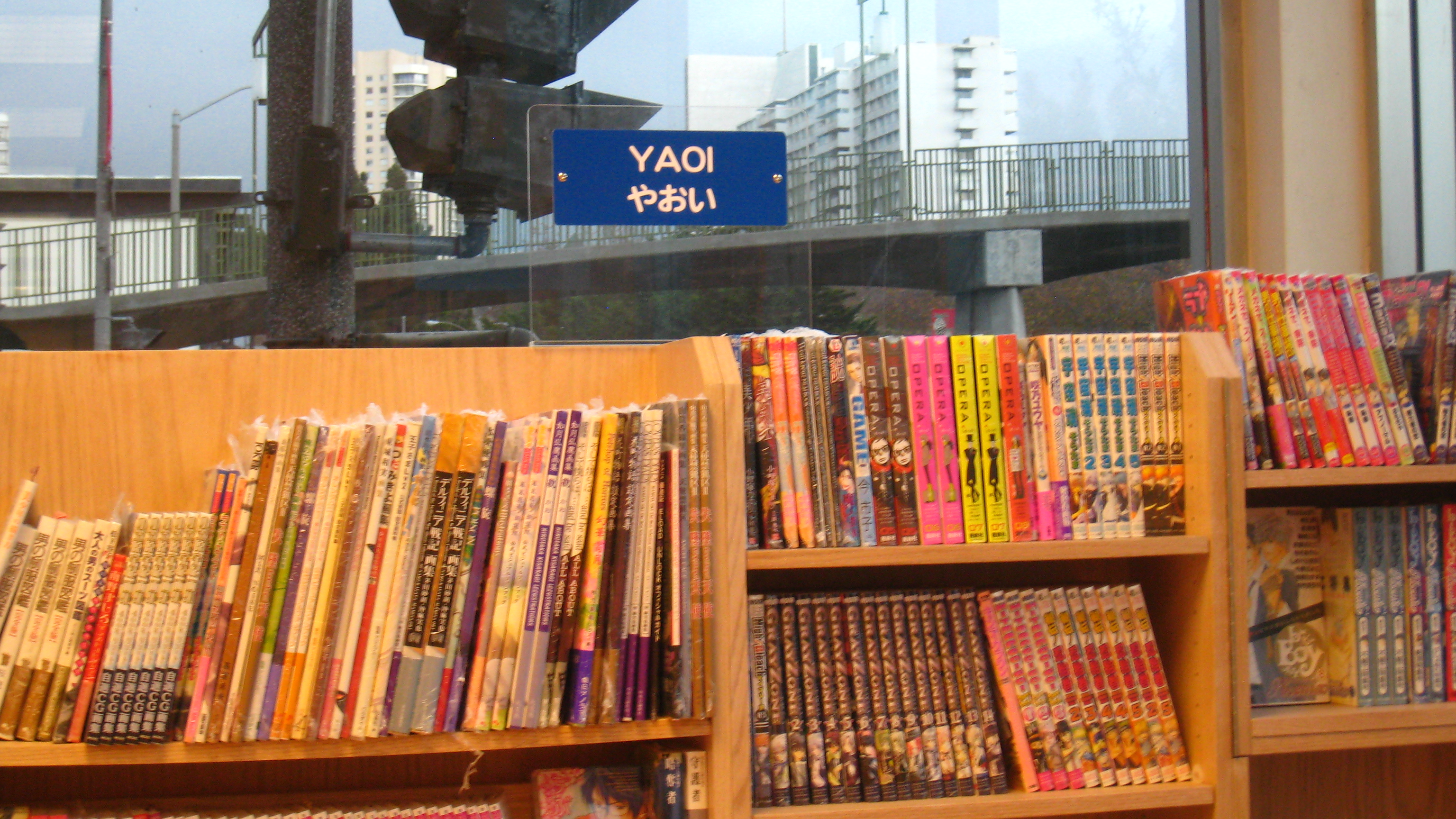
Boys-Love-Mangas, in San Francisco zum Kauf angeboten

| Deutsche Bezeichnung | Japanische Bezeichnung            | Typ                  | Beschreibung |
| -------------------- | --------------------------------- | -------------------- | --- |
| Boys Love / Yaoi     | やおい / ボーイズ ラブ / ビーエル | Geschlecht           | homoerotisch-pornografische Darstellungen von androgynen Männern, gerichtet an Frauen. |
| Bara                 | 薔薇                              | Geschlecht           | überwiegend pornografische Darstellungen von maskulinen Männern, gerichtet an schwule Männer. |
| Bakunyū              | 爆乳                              |                      | die Darstellung von Frauen mit großen Brüsten. |
| Futanari             | ふたなり                          |                      | die Darstellung von Hermaphroditen oder weiblicher Intersexualität. |
| Inzest               | 近親相姦                          |                      | die sexuelle Aktivität mit Familienmitgliedern. |
| Inseki               | 姻戚                              |                      | die sexuelle Aktivität mit nicht blutsverwandten Familienmitgliedern. |
| Lolicon              | ロリコン                          | Geschlecht und Alter | Pornografische Darstellung von vorpubertären Mädchen. |
| Shotacon             | ショタコン                        | Geschlecht und Alter | die suggestive, erotische oder pornografische Darstellung von vorpubertären Jungen. |
| Omorashi             | おもらし / お漏らし               |                      | erotische Befriedigung durch das Empfinden einer vollen Blase und/oder deren – gewollte oder ungewollte – Entleerung, vgl. Urophilie.                                                                              |
| Oyakodon             | 親子丼                            |                      | Nach dem gleichnamigen Reisgericht. Beschreibt Geschlechtsverkehr, bei dem (mindestens ein) Elternteil und (mindestens ein) Kind gleichzeitig teilnehmen.                                                          |
| Netorare             | 寝取られ                          |                      | Ausgespannt werden. |
| Tentacle erotica     | 触手責め                          |                      | die Darstellung von Kreaturen mit Tentakeln und manchmal auch von fiktiven phantasievollen oder anderweitigen Kreaturen, die Sex mit Mädchen und seltener mit Männern haben oder sexuelle Übergriffe praktizieren. |
| Ahegao               | アヘ顔                            |                      | ein Gesichtsausdruck fiktiver Charaktere in pornografischen Videospielen, Mangas und Animes während des Geschlechtsverkehrs.                                                                                       |

## Abgrenzung zu verwandten, im Westen gebräuchlichen Termini
Hentai und Etchi werden im Westen oft durcheinander geworfen. Anders als in Japan werden beide Wörter zur Bezeichnung von Manga und Anime mit sexuellen Inhalten gebraucht, aber nach Härte der Darstellung unterschieden. Im Gegensatz zum Begriff Etchi, der im Westen üblicherweise für eher softerotische Anime und Manga verwendet wird und dessen Übergang zum Fanservice fließend ist, steht Hentai für harte gezeichnete Pornografie in allen Spielarten. Die unter deutschsprachigen Fans auch anzutreffende Meinung, dass es genau umgekehrt wäre, leitet sich vermutlich von der Fachzeitschrift AnimaniA her, die diese Ansicht bis zu einem Wechsel ihrer Redakteure verbreitete.
Computerspiele mit Hentai-Elementen werden Erogē genannt. Das einzige deutsch synchronisierte ist das Rollenspiel Knights of Xentar und lag seinerzeit verschiedenen Zeitschriften auf CD-ROM in einer jugendfreien USK-12-Version bei.

## Hintergrund

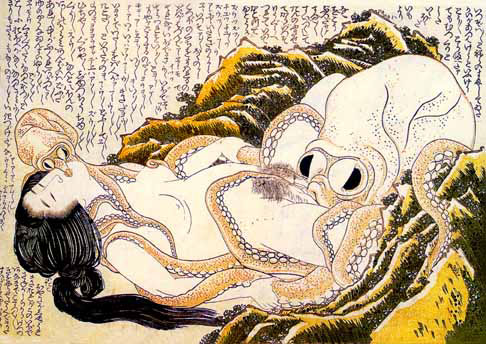
Der Traum der Fischersfrau von Hokusai. Holzschnitt aus dem 19. Jahrhundert.

In Japan tauchten früh Kunstwerke mit erotischem Inhalt auf. Schon während der Blütezeit der Ukiyo-e, der so genannten Edo-Zeit, enthielten die Holzschnitte pornografische Szenen mit oftmals surrealen Elementen.
Die japanische Auffassung von Obszönität unterscheidet sich recht stark von der anderer Kulturen. Selbst Animes für Kinder können unbekleidete Charaktere beinhalten, wie zum Beispiel in Sailor Moon, wo die Figuren während ihrer Verwandlung in einem nicht-sexuellen Kontext nackt gezeigt werden. Viele Mangaka zeichnen erotische Szenen im Rahmen des Fanservice.
Obwohl auch im Westen pornografische Comics und Trickfilme produziert werden, bleibt die Popularität von Hentai bis heute unerreicht. Dies liegt vor allem daran, dass westliche Comiczeichner, die ein Talent für pornografische Inhalte hätten, ihre Produktionen eher auf den Mainstream beschränken. In Japan hingegen gibt es sehr viele Künstler, die sich ausschließlich auf das Zeichnen von Hentai spezialisiert haben.
Diese Form der japanischen Kunst wurde vor allem durch das Internet berühmt. Mittlerweile sind sehr viele Internetseiten entstanden, die sich nur der Darstellung von Hentai widmen. Auch Hentai-Dōjinshi zu bekannten Mangas und Anime erfreuen sich großer Beliebtheit.

## Zensur und Jugendschutz

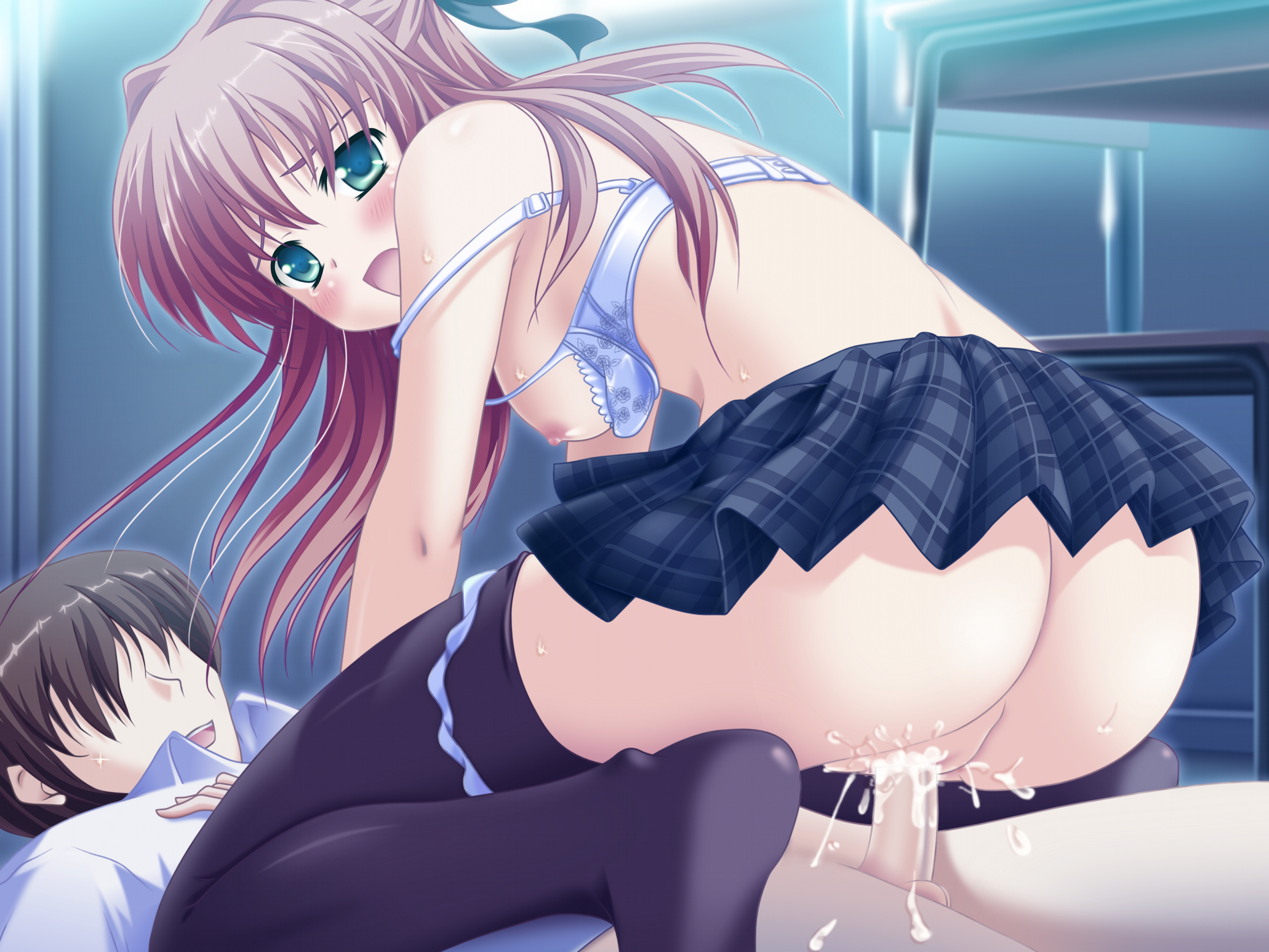
Zeichnung mit pornografischer Darstellung im Anime-Stil

Pornografie ist in Japan gesetzlich verboten. Die Definition von Obszönität ist schwammig, beinhaltet aber die detaillierte und realistische Darstellung von Geschlechtsorganen und des Geschlechtsakts. Obwohl dem Namen nach verboten, dürfen Werke, die nach westlichem Empfinden als pornografisch einzustufen sind, in Japan unter der Bezeichnung Erotika aber durchaus vertrieben werden, solange die obszönen Stellen mit Balken verdeckt oder verpixelt werden. Für fotografische Pornografie gelten dabei schon lange Altersbeschränkungen: So genannte Adult Videos (abgekürzt AVs) dürfen nur an über 18-Jährige abgegeben werden, für entsprechende Comics gibt es eine solche Altersbeschränkung jedoch erst seit Beginn der 1990er-Jahre.
In Japan gibt es keine Prüfstelle für pornografisches Material im eigentlichen Sinne, erst nach Veröffentlichung kann ein Werk für obszön befunden und dann verboten werden. Die Hersteller müssen daher Selbstzensur üben, um eine für sie teure Beschlagnahmung zu vermeiden. Da sich aber weniger stark zensierte Werke deutlich besser verkaufen, werden die Grenzen für Obszönität ständig herausgefordert und auch immer wieder überschritten. Besonders gewagte Comics werden oft probeweise in kleiner Auflage veröffentlicht, um das finanzielle Risiko gering zu halten. Im Falle einer Beschlagnahmung erscheint dann eine stärker zensierte zweite Auflage und die bereits verkauften Exemplare der Erstauflage werden auf dem Gebrauchtmarkt zu begehrten Sammlerstücken.
Die gesetzliche Definition von Obszönität ermöglicht aber verschiedene Schlupflöcher: So war in einer früheren Gesetzesfassung nur die Darstellung von erwachsenen Genitalien verboten, was den Erfolg von sogenannten Lolicon-Manga (Abkürzung für Lolita Complex) gefördert haben mag. Um die Überhandnahme von Sex-Comics mit teils sehr jungen Mädchen zu unterbinden, wurde das Gesetz Ende der 1980er-Jahre geändert: Das bisherige Verbot von Schamhaaren (ein Kriterium für erwachsene Genitalien) wurde aufgegeben, und dafür ausdrücklich die Darstellung aller Genitalien verboten. Daher wurde die Schamgegend besonders in frühen Eromanga einfach freigelassen, oder nur die Silhouette eines Penis gezeichnet. Detailliertere Darstellungen mussten mit Balken verdeckt werden. Ein weiteres Schlupfloch stellen phallusähnliche Objekte wie Dildos oder Tentakel dar, die von solcher Zensur ausgenommen sind – zumindest solange, bis sie in eine Vagina eindringen. Letztendlich lässt sich die Zensur nicht völlig umgehen.
Auch in Mainstream-Werken, die man nicht unbedingt als pornografisch ansehen würde, wurde die Darstellung von Sex immer gewagter, und in den frühen 1990er-Jahren lösten Comics wie Blue von Naoki Yamamoto und Angel von U-Jin eine Kontroverse aus, die schließlich zur Einführung des seinen comic-Labels führte. Dieser Aufdruck bedeutet Comics für Volljährige und markiert die oben erwähnte Altersbeschränkung. Da damit aber offiziell ein Genre von Comics für Erwachsene geschaffen und ein System für Jugendschutz etabliert worden war, wurde gleichzeitig auch der Weg für weniger Zensur geebnet. Die Balken wurden von da ab immer kleiner und verdecken meist nur noch einen Teil der Eichel oder der Klitoris, oder diese Teile sind verpixelt, sodass der Intimbereich weniger zu erkennen ist. Am 25. Februar 2008 wurde bekanntgegeben, dass mit einer Überarbeitung des Jugendschutzgesetzes in Japan begonnen werden soll. Als Ursachen dafür wird der starke Anstieg von Fällen genannt, in denen Kindern Opfer von Pornografie wurden, sowie die Anschuldigung der Vereinigten Staaten, in Japan sei Kinderpornografie erlaubt.
Inhaltlich decken Eromanga schon von jeher ein breites Spektrum an sexuellen Praktiken und Fetischen ab. Die Handlung war von der Zensur kaum betroffen und ist damit teils viel extremer, als es im Westen möglich wäre. Für westliche Veröffentlichungen werden daher inhaltliche Änderungen vorgenommen (z. B. Dialoge, Alter der auftretenden Personen u. ä.). Im Internet wird unter der Bezeichnung Hentai aber auch viel unverfälschtes japanisches Originalmaterial verbreitet.

## Öffentliche Wahrnehmung in Deutschland
Speziell im deutschsprachigen Raum werden Anime auch heute noch häufig mit Hentai gleichgesetzt. Dies hat wohl vor allem mit den Medien (sowohl Zeitung als auch Fernsehen) zu tun, da sich die Berichterstattung vielfach über Manga und Anime auf dem Grundsatz „Sex sells“ auf das Hentai-Genre beschränkt. Zusätzlich kommt hinzu, dass die Charaktere in Hentais teilweise sehr jung aussehen. Außerdem war der Anteil von Hentai an den Anime-Videoveröffentlichungen in Deutschland bis Mitte der 1990er-Jahre sehr hoch (über 30 Prozent), in vielen Videotheken waren gar keine anderen Anime erhältlich. Zudem werden auch teilweise Anime als Hentai bezeichnet, die vereinzelt für deutsche Sehgewohnheiten ungewöhnlich explizite Sexszenen enthalten, aber diesem Genre eigentlich nicht zuzuordnen sind, wie beispielsweise Ninja Scroll oder Wicked City.